# Шахгулу султан Афшар
Шахгулу султан Афшар (азерб. Şahqulu sultan Əfşar) или Шахгулу-бек Юзбаши Афшар (азерб. Şahqulu bəy Yüzbaşı Əfşar) — сефевидский политик и полководец, губернатор Кермана, служивший в период правления Тахмасиб I.

## Биография
Шахгулу был из племени афшар, сыном Халил хана. В 1528 году шах Тахмасибу I назначил Шахгулу губернатором Кермана. После этого он верно служил шаху Тахмасибу на протяжении всего его правления. Он был одним из могущественных провинциальных губернаторов, которые во главе провинциальных армий поддерживали шаха Тахмасибу в главных военных кампаниях его правления. В 1544 году шах Тахмасибу назначил Шахгулу султана сопровождать могольского падишаха Хумаюна, который нашел прибежище при сефевидском дворе, в его походе по возвращению Кандагара, Кабула и Газни. В 1546 году Шахгулу султан в окружении шаха Тахмасиба был в Тебризе, во время кризиса мятежа Алкаса Мирзы. Здесь Шахгулу султан был вовлечен в междуплеменную распрю между племенами афшар и зульгадар, которая угрожала перерасти в вооруженный конфликт в городе. Шах Тахмасиба вмешался лично и положил конец боевым действиям. Вожди племен (эмиры), включая Шахгулу, отправились в шахский дворец (довлатхану) и дали торжественное обещание никогда не воевать друг с другом до конца своих дней. Вожаки индивидуально или коллективно сделали подарок в тысячу туманов в шахскую казну. Схожие междуплеменные распри, как например между племенами румлу и устаджлы в 1524 — 1525 году, приводили к гражданской войне в юности Тахмасиба. К 1546 году Тахмасиб был достаточно могущественным, чтобы предотвратить ещё одну гражданскую войну.
Армия шаха Тахмасиба в основном состояла из провинциальных племенных войск. Эти войска были размещены в провинциях и находились под командованием своих племенных вождей, которые также были губернаторами провинций. Во время войны они вызывались для присоединения к шаху в его военных кампаниях. Не только военная удача шаха, но и власть и престиж племенных вождей (губернаторов) зависили от размеров их провинциальных войск. Во время войны с Османами 1548 года Шахгулу султан присоединился к шаху Тахмасибу в Караджадаге с 1000 человек, губернатор Шираза Ибрахим хан Зульгадар с 2500 человек, и несколько меньших вождей — с отрядами, насчитывавшими от 300 до 500 человек. Будучи ниже по званию Ибрахим хана, Шахгулу султан тем не менее командовал значительным отрядом, и это объясняет его участие во всех главных военных кампаниях этого периода. В этой войне, как сообщается, Шахгулу султан атаковал и разграбил окрестности крепости Карс на границе с Грузией (Гюрджистаном). Шахгулу вернулся, приведя с собой весь скот, который он смог увести: 5000 коней, 100 000 овец и 50 000 коров.